# John Rennie
John Rennie  (7 de junio de 1761 - 4 de octubre de 1821) fue un ingeniero civil escocés que diseñó numerosos puentes, canales, muelles y almacenes. Destacó como pionero en el uso de hierro fundido estructural, siendo reconocido como Miembro de la Royal Society y de la Real Sociedad de Edimburgo.
Entre sus obras más importantes se pueden mencionar el muelle de Plymouth, el puente de hierro de Southwark, el puente de Waterloo y los diques de Londres, el canal de Lancaster, y los arsenales reales de Portsmouth, Chatam y Sheernes.
Era el padre del también ingeniero del mismo nombre John Rennie (1794-1874), por lo que para distinguirlos se suele denominarlos "John Rennie el viejo" y "John Rennie el joven". Así mismo, otro de sus hijos, George Rennie (1791-1866), fue otro destacado ingeniero civil.

## Primeros años

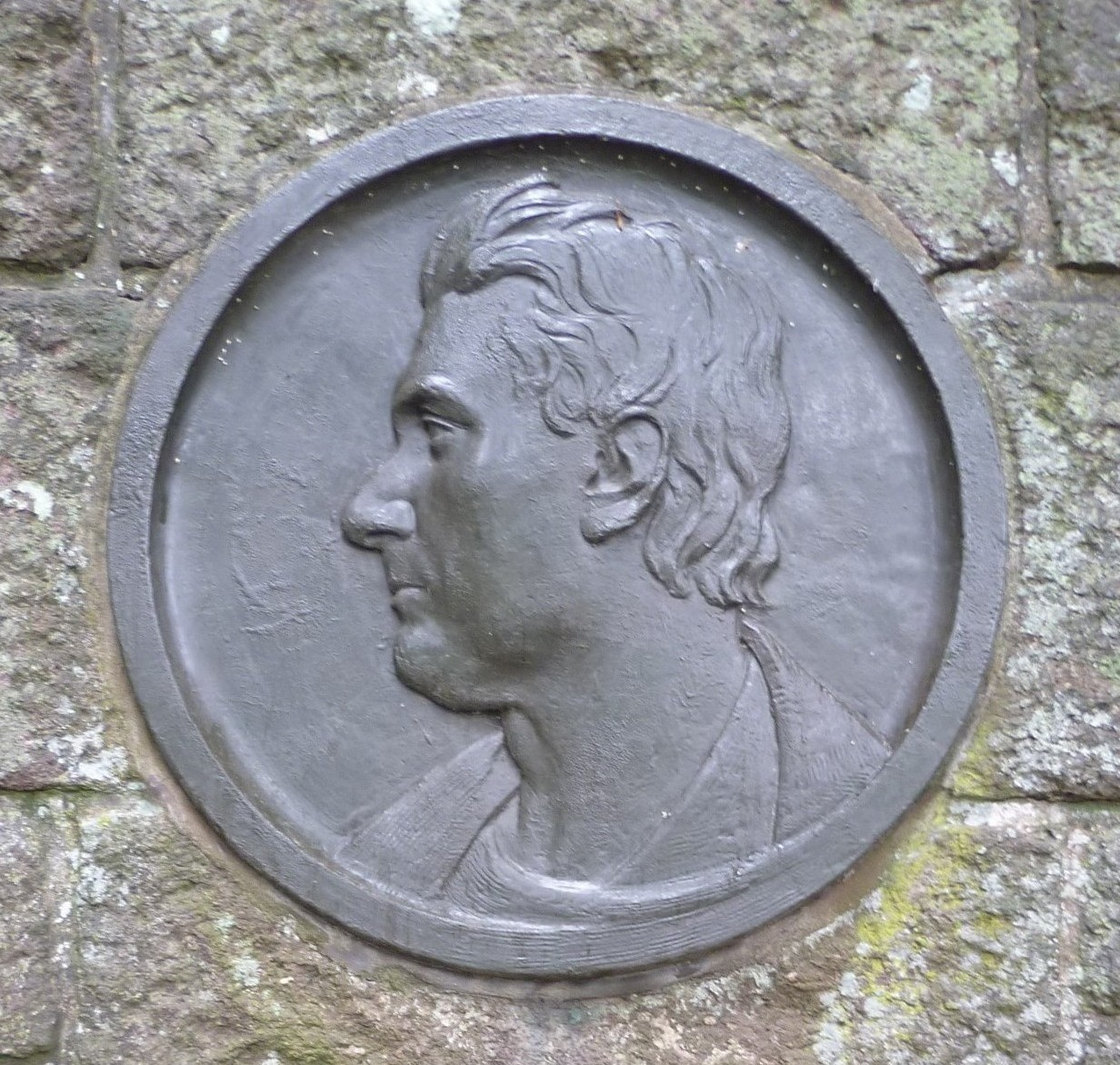
Retrato en el monumento a John Rennie en Phantassie, East Linton

Rennie era el hijo menor de James Rennie, un granjero asentado en Phantassie, cerca de East Linton, East Lothian, Escocia. John mostró su interés por la mecánica a una edad muy temprana y se le permitió pasar mucho tiempo en el taller de Andrew Meikle, un mecánico de molinos que había inventado una máquina trilladora, residente en Houston Mill, en la finca Phantassie. Después de recibir una educación básica normal en la escuela parroquial de Prestonkirk, fue enviado a la escuela en la ciudad de Dunbar, y en noviembre de 1780 se matriculó en la Universidad de Edimburgo, donde permaneció hasta 1783. Su hermano mayor George permaneció con sus padres para desarrollar el negocio agrícola de la familia, logrando notoriedad en este campo.
Rennie al parecer empleó sus vacaciones trabajando como molinero, lo que le permitió establecer un negocio por su propia cuenta. En esta fecha temprana, su inventiva se tradujo en la introducción en los molinos de piñones de fundición de hierro en lugar dientes de madera. En 1784 hizo un viaje al sur con el propósito de ampliar sus conocimientos, visitando a James Watt en Soho, Staffordshire. Watt le ofreció un puesto en su negocio, que aceptó. Tras una corta estancia en Soho, partió hacia Londres en 1784 para hacerse cargo de las obras de los Molinos de Harina de Albion, en Blackfriars, para los que la empresa de Boulton y Watt estaba construyendo una máquina de vapor. Toda la maquinaria fue diseñada por Rennie, siendo una característica distintiva el uso de hierro en lugar de madera para los ejes y la estructura. Alrededor de 1791 se inició en el negocio como ingeniero mecánico por cuenta propia en Holland Street, Blackfriars, desde donde  el propio John Rennie y sus sucesores llevaron a cabo durante mucho tiempo operaciones de ingeniería de gran importancia. Sin embargo, ese mismo año, los molinos harineros de Albion fueron destruidos por un incendio provocado.

## Canales y vías navegables

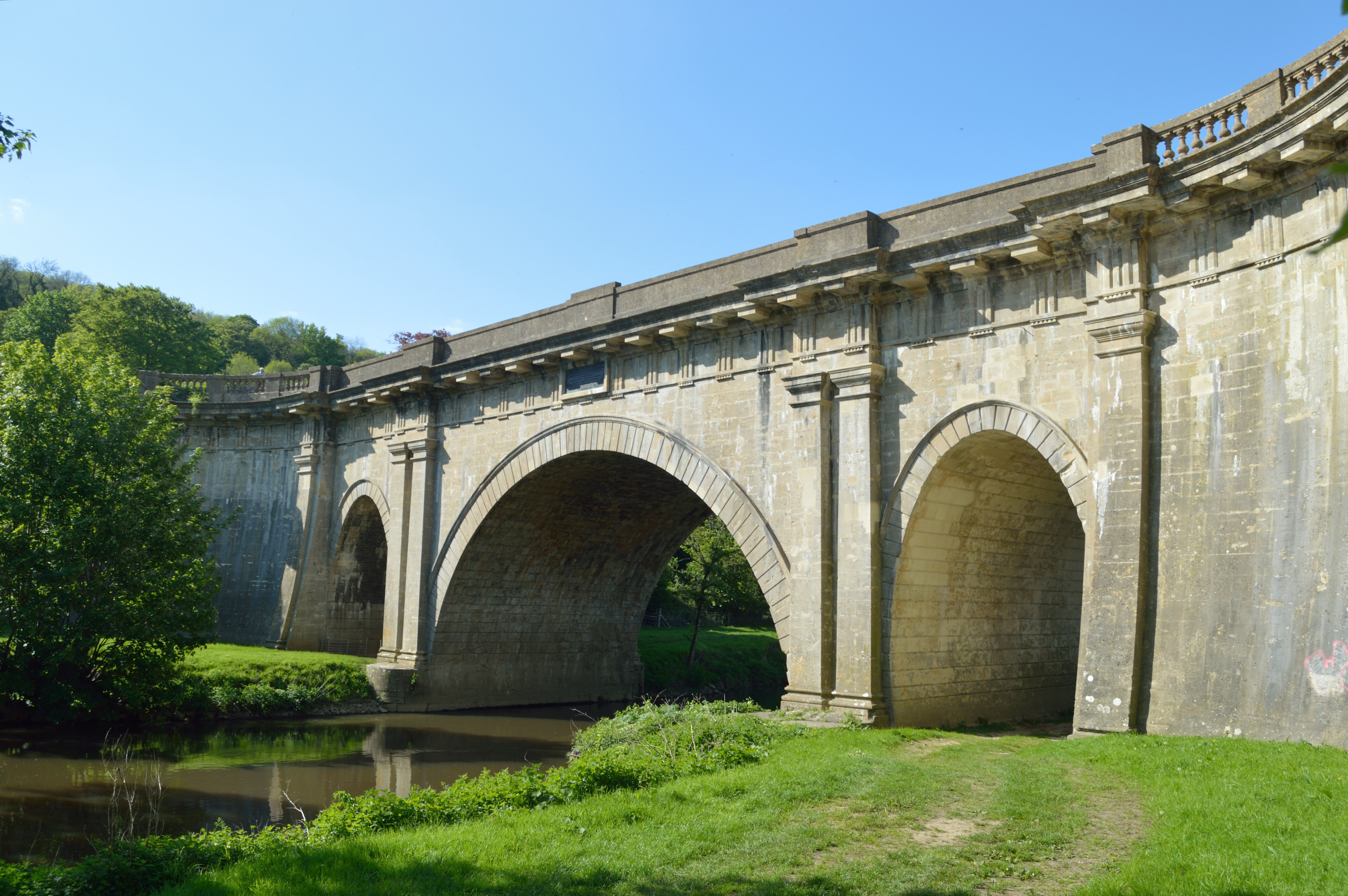
Acueducto Dundas

En 1791, se mudó a Londres y estableció su propio negocio de ingeniería, habiendo comenzado a expandirse a la ingeniería civil, particularmente a la construcción de canales navegables. Sus primeros proyectos incluyeron la vía navegable de Stowmarket (en el río Gipping) en 1791, el Canal de Lancaster (iniciado en 1792), la Vía Navegable de Chelmer y Blackwater (1793), el Canal de Crinan (1794-1801), el Lago Rudyard (1797) y el Canal de Rochdale, que atraviesa un terreno accidentado entre Rochdale y Todmorden (1799). El Canal del Kennet y del Avon, incluidos el Acueducto Dundas, las Esclusas de Caen Hill y la Estación de Bombeo de Crofton, lo mantuvieron ocupado entre 1794 y 1810.
En 1802 revisó los planes para el Canal Real de Irlanda entre Dublín y el río Shannon cerca de Longford. También ejerció como asesor del Comité del Transporte de Agua por Tubería de la Corporación de Dublín, por lo que se le otorgaron las llaves de la ciudad de Dublín en 1804.
Durante muchos años estuvo involucrado en extensas operaciones de drenaje en Lincolnshire y Norfolk Fens (1802-1810), y en la mejora del cauce del río Witham. El Eau Brink Cut, un nuevo canal del río Ouse, se completó justo antes de su muerte. También fue ingeniero jefe del canal y alcalde en Chetney Hill, en el estuario río Medway en Kent, donde propuso la construcción de un lazareto que no llegó a realizarse.

## Puentes

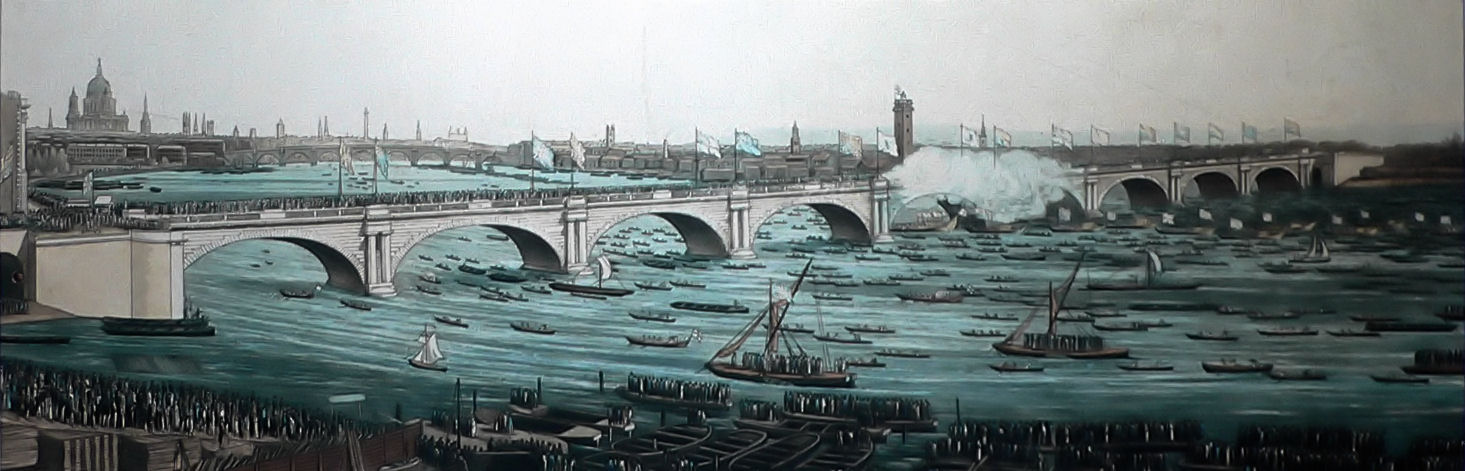
Apertura del primer Puente de Waterloo, el 18 de junio de 1817

Durante los años siguientes, Rennie también logró una merecida reputación como constructor de puentes, combinando piedra con nuevas técnicas de hierro fundido para crear arcos elípticos bajos y de gran luz, nunca antes vistos. Se cree que el Puente de Waterloo, sobre el río Támesis en Londres (1811-1817), con sus nueve arcos iguales y una calzada perfectamente plana, fue influido por el diseño de Thomas Harrison del Puente de Skerton sobre el río Lune en Lancaster.
En Leeds se le encargó la construcción de dos puentes de piedra, uno sobre el río Aire y una segunda estructura más pequeña sobre el Canal de Leeds y Liverpool, en el lado oeste del centro de la ciudad y corriente arriba del Puente de Leeds. El principal promotor de este plan fue el propietario del terreno, Benjamin Gott, que tenía propiedades a ambos lados de las vías fluviales y quería disponer de una ruta más fácil entre ellas. El puente más grande era descrito en 1934 (en el Parsons' Directory) Archivado el 23 de septiembre de 2020 en Wayback Machine. como una bella estructura consistente en un arco elíptico de 100 pies (30,5 m) de luz. Inicialmente conocido como Puente de Waterloo, pronto pasó a llamarse Puente de Wellington.
Los trabajos posteriores de Rennie en esta línea también muestran que era un arquitecto hábil, dotado de un agudo sentido de la belleza del diseño. El Puente de Waterloo fue considerado su obra maestra, calificado como el proyecto de puente más prestigioso de Inglaterra, y descrito como "quizás el mejor gran puente de mampostería jamás construido en este o en cualquier otro país". El escultor italiano Antonio Canova lo llamó "el puente más noble del mundo" y dijo que "vale la pena ir a Inglaterra únicamente para ver el puente de Rennie.'
Después de la muerte de Rennie, el Puente de Londres fue construido a partir de su diseño por sus hijos John Rennie (júnior) y George Rennie. Sustituyó al puente medieval que estaba resultando un grave impedimento para el flujo del río. El puente de Rennie finalmente se trasladó a Arizona en 1968 por iniciativa del empresario estadounidense Robert P. McCulloch.
También en Londres sobre el río Támesis, diseñó el Puente de Southwark (1815-1819), que se construyó disponiendo tres vanos de hierro fundido sobre el río, y el Puente Viejo de Vauxhall.

## Muelles y puertos
Rennie también fue responsable de diseñar y construir muelles en Hull, Liverpool, Greenock, Londres (muelles de Londres, East India y West India) y Leith y de mejorar los puertos y astilleros de Chatham, Devonport, Portsmouth, Holyhead, Ramsgate, Sheerness, Howth y Dunleary. Dedicó mucho tiempo a la preparación de planes para un astillero del gobierno en Northfleet, pero no se llevaron a cabo.

### Dún Laoghaire
El refugio de la bahía de Dún Laoghaire fue un proyecto muy difícil e importante, porque era fundamental para mantener un vínculo de comunicación eficaz entre Irlanda y Londres, la sede del gobierno. Rennie fue responsable de la construcción del puerto de Howth en el lado norte de la bahía de Dublín una década antes, planeado originalmente como el lugar de atraque de los envíos procedentes de Holyhead, pero se acumuló tal cantidad de tráfico que se volvió inadecuado para su propósito. Una ley del Parlamento de 1816 (56 Geo.III. Cap 62) autorizó la construcción del puerto de Dunleary. Originalmente se pretendía que solo se construyera un muelle (el Dique  Este) (de 3500 pies (1067 m) de largo), pero cuando John Rennie fue nombrado ingeniero director de la obra, insistió en que un solo muelle daría como resultado que la arena se desplazara detrás del muelle y que un segundo muelle en el lado oeste (de 4950 pies (1509 m) de largo) evitaría que esto ocurriera. Tenía razón, ya que la arena se ha acumulado detrás del muelle oeste. El puerto, una vez construido, pasó a llamarse 'El puerto real de Kingstown' en 1821 con motivo de la visita del rey Jorge IV de Inglaterra. El puerto se construyó con granito de Dalkey Hill, suministrado por Richard Toucher (un veterano promotor del nuevo puerto) sin costo para el equipo de construcción. Los cimientos de los muelles tienen 300 pies (91,4 m) de ancho y 24 pies (7,3 m) por debajo del nivel del agua. Se consideraron muchas opciones para el ancho del espacio entre las cabezas de los diques. Rennie escribió a los Comisionados del Puerto que la abertura debería tener 430 pies (131,1 m) de ancho, con los brazos del muelle girados hacia el puerto para controlar el oleaje en su interior. Sus demandas nunca se cumplieron y la bocana del puerto se construyó con una apertura de 1066 pies (324,9 m), que posteriormente tuvo que reducirse a 760 pies (231,6 m)".

### Muelles y Edificio de la Aduana en Dublín
Uno de los últimos proyectos de John Rennie fue la construcción de los Muelles de la Aduana en Dublín, junto con sus esclusas y almacenes, incluido el Edificio de la Aduana, donde fue pionero en el uso del hierro fundido a principios del siglo XIX. Rennie fue invitado por primera vez a trabajar en el plan en 1809 por John Foster, el ministro de Hacienda irlandés. La primera piedra de los muelles se colocó en mayo de 1817; se abrieron preliminarmente a finales de agosto de 1821 frente a  una compañía muy selecta de Nobles, Obispos, Damas, etc. En 1824, los muelles se arrendaron a largo plazo a Harry y John Scovell, y su sobrino George. Harry y John eran los hermanos menores de Sir George Scovell, el oficial de inteligencia famoso por descifrar los códigos secretos de Bonaparte durante las Guerras Napoleónicas.
En marzo de 1820, Rennie estaba buscando 33 toneladas de hierro fundido estructural, junto con una gran cantidad de hierro forjado, con el fin de construir un "almacén de tabaco, con los almacenes Spirit debajo". El hierro fue suministrado por la Butterley Iron Company de Derbyshire. Sin embargo, un obituario del ingeniero nacido en Shropshire y fundador de la compañía, William Hazeldine de 1841 afirmaba que Hazeldine también suministró 'los techos de hierro para los edificios y almacenes de aduanas de Dublín'. En 1821, John James Macgregor señaló: 'Los almacenes de tabaco han sido terminados en el lado sur con un coste de 70.000 libras. Miden 500 pies (152,4 m) de largo por 160 pies (48,8 m) de ancho. El techo es de hierro fundido y el edificio se ha rematado de manera permanente.' En 1821, el reverendo George Newenham Wright, un clérigo anglicano, también señaló que:
Al este de la nueva ensenada se encuentra el almacén de tabaco (de 500 x 160 pies (152,4 x 48,8 m), capaz de contener 3000 toneles grandes), cuyo plano fue entregado por John Rennie. En este almacén, que ahora está terminado y en uso, no hay una partícula de madera u otra materia combustible. Posee nueve bóvedas por debajo, que en total permiten un almacenamiento perfecto y conveniente para 4500 toneles de vino, lo que permite caminar por detrás de las tapas de los toneles, así como entre ellos; estas bóvedas se iluminan mediante gruesos vidrios redondos colocados en planchas de hierro en el suelo de la tabaquería; pero esto no es suficiente para reemplazar la necesidad de la luz de las velas. El interior de la tabaquería es sumamente curioso e interesante: el techo está sostenido por una estructura metálica de ingeniosa construcción y, a intervalos, se insertan largas linternas, cuyas hojas también son metálicas; todo el armazón está sostenido por tres filas de pilares metálicos cilíndricos, 26 en cada fila; estos descansan sobre otros de granito, que continúan a través del suelo de piedra hasta las bóvedas de debajo. Todo el trabajo del hierro se fabricó en la fundición Butterley en Derbyshire. El único inconveniente que se siente actualmente en este almacén es el calor excesivo, que, con toda probabilidad, puede remediarse con un adecuado sistema de ventilación.
Ahora conocido como Edificio CHQ, el almacén de tabaco alberga varias empresas e instituciones, como el Museo de la Emigración Irlandesa EPIC y los Laboratorios Dogpatch.

### Puerto de Donaghadee
La localidad de Donaghadee es conocida por su faro y su puerto. Durante siglos, ha sido un refugio para los barcos, y el puerto ha estado allí desde al menos el siglo XVII.
Sir Hugh Montgomery construyó un gran muelle de piedra para dar cabida a los barcos que transbordaban entre Escocia e Irlanda desde 1616 en adelante. El puerto del vizconde de Montgomery (1626; mejorado en 1640), reemplazando lo que hasta entonces había sido probablemente solo un pequeño embarcadero, fue construido y mantenido como resultado de la Royal Warrant de 1616 que limitaba los viajes entre Ards y Rhins de Galloway a este puerto, y que en Portpatrick también era propiedad de Montgomery. Harris lo describió en 1744 como "un muelle curvo de unos 120 m (400 pies) de largo y 6,7 m (22 pies) de ancho construido con piedras sin cementar". Corría desde la costa en el extremo norte de la línea de costa en un amplio arco, doblado contra el mar abierto, hacia el extremo sur del actual muelle norte. Parcheado reiteradamente y decrépito, el muelle fue reconstruido virtualmente, aunque en la línea original, entre 1775 y 1785 por el propietario, Daniel Delacherois, probablemente con la ayuda de John Smeaton, el distinguido ingeniero civil que aparentemente había hecho antes planes más elaborados para ampliar el puerto, y que acababa de reconstruir el puerto de Portpatrick. El antiguo muelle permaneció hasta después de la finalización del nuevo puerto, y luego, a pesar del continuo favor de los pescadores locales, fue retirado para la construcción de la muralla local alrededor de 1833 (aparece en el dibujo de 1832, aunque no en el primer mapa del Ordnance Survey de 1834).
La primera piedra del nuevo puerto fue colocada por el Marqués de Downshire el 1 de agosto de 1821. Los planes y estudios iniciales para esta ambiciosa empresa fueron realizados por John Rennie. Sin embargo, murió dos meses después del comienzo del trabajo, y fue sucedido por su hijo, John, que tenía como ingeniero de obra a un compañero escocés, el experimentado constructor marino, David Logan, que había ayudado a Robert Stevenson en el Faro de Bell Rock (1807-1810). El nuevo puerto tenía que tener mayor profundidad para acomodar paquebotes de vapor. La roca que se desprendió del lecho marino, dentro del área del puerto y más al sur en lo que se conoció como Quarry Hole en Meetinghouse Point, se usó para formar las caras exteriores de los dos muelles; pero las caras internas fueron construidas con piedra caliza de las canteras de Moelfre en Anglesea. Este 'mármol de Anglesea' se presta al mejor revestimiento de sillería y los nuevos diques siguen siendo un triunfo del trabajo de sillería. Los tramos de escalones muestran una habilidad especial en la unión diagonal profunda de cada escalón, proporcionando una respuesta de ingeniero típicamente robusta al desgaste de las fuerzas marinas y de las olas por igual. El puerto consta de dos muelles independientes que se introducen en el mar en dirección noroeste; paralelas más cerca de la costa, convergen en los extremos exteriores para formar una boca de puerto de 150 pies (46 m) de ancho. Durante la marea baja, el agua del puerto tiene quince pies de profundidad.

## Faros de Bell Rock y del Holyhead Mail Pier

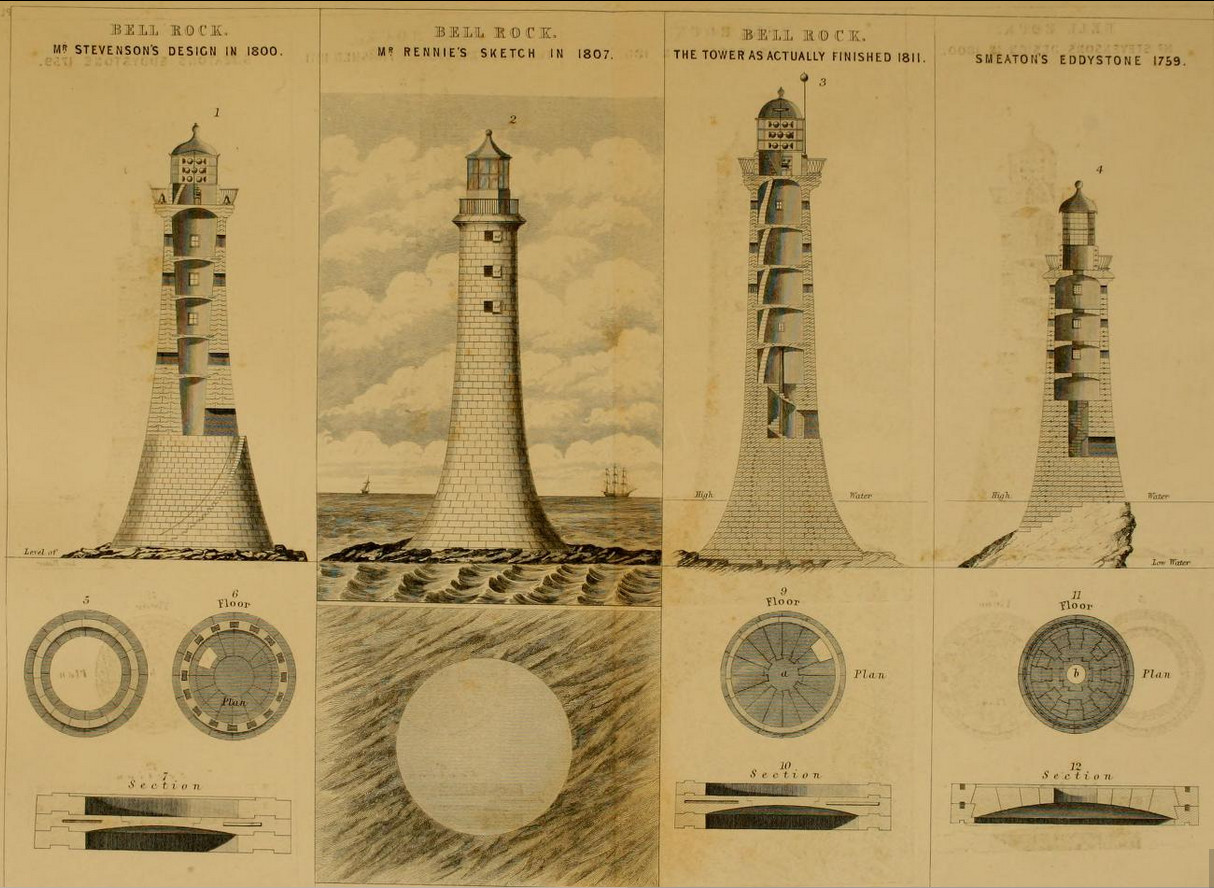
Ilustración enviada por Alan Stevenson para demostrar la prioridad de su padre, pero que muestra la influencia de Rennie

El Faro de Bell Rock, cerca de la entrada a los estuarios del Forth y del Tay, se construyó entre 1807 y 1810. Algunos atribuyeron a Rennie el diseño y la ejecución, pero parece haber pocas dudas de que solo fue nominalmente responsable de la gran empresa. Robert Stevenson, topógrafo de la Comisión de Faros del Norte, dibujó los planos originales y, a sugerencia suya, los comisionados llamaron a Rennie para ayudarlo a obtener la aprobación parlamentaria del proyecto, otorgándole el título de ingeniero jefe (por el cual, sin embargo, solo le pagaron 400 libras esterlinas). Stevenson no aceptó muchas de las modificaciones propuestas por Rennie, pero los dos hombres mantuvieron una relación amistosa. Rennie visitó el faro dos veces mientras se construía. Cuando Stevenson murió en 1850, los comisionados dejaron constancia en sus actas de que "a él se le debía el honor de concebir y ejecutar el faro de Bell Rock". Sin embargo, el hijo de Rennie, Sir John Rennie, afirmó en un largo intercambio de cartas con Alan Stevenson en 1849, que el asesoramiento que Rennie prestó a Stevenson, le daba derecho a calificar el edificio como uno "diseñado y construido" por su padre.

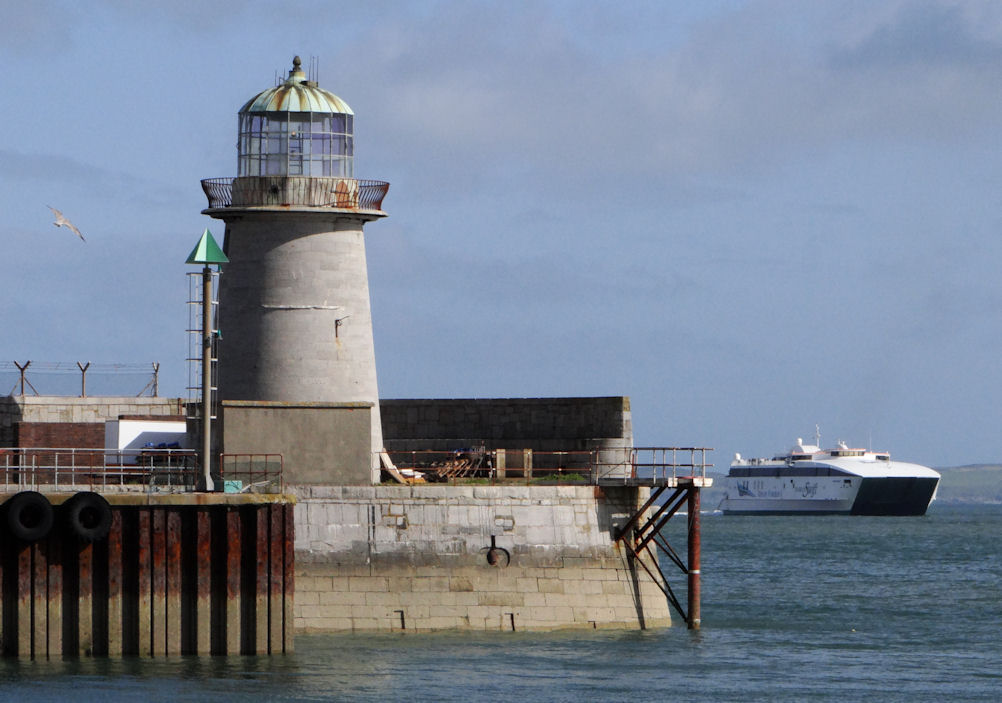
Faro de Holyhead Mail Pier

El Faro de Holyhead Mail Pier es una edificación blanca de forma troncocónica que fue construida por Rennie en 1821. Es probablemente el segundo faro más antiguo de Gales, después del Faro de Point de Ayr. El faro es un edificio de interés nacional, como una de las obras supervivientes de Rennie. De particular importancia, en un contexto galés, es la fecha temprana de la linterna del faro, que originalmente se encendía con gas. Antes de la conversión a la electricidad, se instaló un generador de gas en la isla para alimentar el faro, los muelles e incluso parte de Holyhead. Las obras se construyeron con un costo de 130.000 libras esterlinas, una suma astronómica en ese momento. La torre sobrevive intacta y tiene una baranda alrededor de la galería bellamente curvada, similar a la del Faro de Bardsey. Ya no está en uso, aunque se utiliza como referencia de navegación.
El Faro del Puerto de Howth es una torre similar situada en Howth, Irlanda, también diseñada por Rennie, para la otra terminal irlandesa de paquebotes de vapor.

## Rompeolas de Plymouth

Rompeolas de Plymouth, visto desde Kingsand

De todas las obras de Rennie, la que más hace volar la imaginación es quizás el rompeolas en Plymouth Sound, que consiste en un muro de una milla de largo a través del estrecho, salvando una profundidad de 20 metros (65,6 pies) de agua, y que contiene 3.670.444 toneladas de piedra en bruto, además de 22 149 yardas cúbicas (16 934,1 m³) de mampostería en la superficie. Fue construido para proporcionar un paso seguro para los buques de guerra que entran al río Tamar (Hamoaze) en Devonport. Esta colosal obra fue propuesta por primera vez en un informe de Rennie, fechado el 22 de abril de 1806. El 22 de junio de 1811 se emitió una orden en el consejo autorizando su comienzo, y la primera piedra se depositó el 12 de agosto siguiente. El trabajo fue completado por su hijo, Sir John Rennie, y por Joseph Whidbey.

## Innovador técnico
Rennie era un hombre de recursos y originalidad ilimitados. Durante la mejora del puerto de Ramsgate hizo uso de la campana de buceo, que mejoró mucho. Generalmente se le atribuye la invención de una forma de máquina de dragado a vapor con una cadena de cubos, pero parece que Sir Samuel Bentham se le anticipó. Ciertamente fue el primero en usarlo a gran escala, lo que hizo durante la construcción del Muelle de Humber, Hull (1803–09), cuando ideó una draga de vapor para superar las dificultades de ese trabajo en particular, y aparentemente sin ningún conocimiento de la invención de Bentham. Otro diseño original fue el uso de muros huecos, sugerido por la necesidad de proporcionar una superficie de apoyo extensa para los cimientos de un muro en terreno suelto. Rennie utilizó extensamente los muros construidos según este principio.

## Características distintivas
Las características distintivas del trabajo de Rennie fueron la firmeza y solidez, y ha resistido la prueba del tiempo. Fue muy concienzudo en la preparación de sus informes y estimaciones, y nunca asumió una empresa sin familiarizarse plenamente con el entorno local. Se dedicó a su profesión y, aunque era un hombre fuerte y capaz de gran resistencia, sus incesantes trabajos acortaron su vida. Fue elegido  Fellow of the Royal Society of Edinburgh el 28 de enero de 1788, Miembro de la Royal Society el 29 de marzo de 1798, y en 1815 se desempeñó como Gerente de la recién construida  London Institution.

## Familia y muerte
En 1790 se casó con Martha Ann Mackintosh (m. 1806), hija de E. Mackintosh, y con ella tuvo siete hijos, dos de los cuales, George y John, se convirtieron en ingenieros notables. Su hija Anna se casó con el arquitecto Charles Cockerell.
Murió, tras una breve enfermedad, en su casa de Stamford Street, Londres, el 4 de octubre de 1821, y fue enterrado en la cripta de la Catedral de San Pablo de Londres.

## Reconocimientos
- En 2014 fue incluido en el Salón de la Fama de la Ingeniería de Escocia.[15]
- El Ferrocarril de Ruislip Lido, con sede en Ruislip Lido (una de las presas que construyó John Rennie), nombró una de sus locomotoras en su honor. La máquina diésel tipo Bo-Bo construida en 2004 lleva el nombre de 'John Rennie' y es uno de los principales activos de la línea.
- Más recientemente, el Lancaster Royal Grammar School Boat Club nombró a una de sus embarcaciones en su honor, como constructor del acueducto sobre el río en el que reman.

## Lista de proyectos
Aunque existen dudas en algunos casos, se suelen considerar obras de Rennie los siguientes proyectos:
- Acueducto de Lune (1794-97)[16]
- Acueducto Dundas (1797)
- Puente de Kelso, de cinco arcos (1800-1804)[16]
- Puente de Boston, un arco de hierro fundido (1800)
- Muelles de Londres (1800-05)[16]
- Proyecto conjunto de los Muelles de East India con Ralph Walker (1803-06)[16]
- Muelle de Humber, Hull, 1803-9, que costó 230.000 libras[16]
- Muelles de Greenock (1806)
- Puente de Musselburgh (1806-1808)[16]
- Muelles de West India (consultor de William Jessop) extensión de los muelles (1809-1821)[16]
- Muelles de Liverpool, dos muelles nuevos, incluido el Prince, costo estimado de 929.878 libras (1809)[17]
- Puente de Waterloo (antiguo), sillería de granito con nueve arcos, cada uno de 120 pies (36,6 m) de ancho (1810-17), con un coste de £ 1.050.000 libras[18]
- Puente del Ken en New Galloway, de granito (1811-21), sobre el río Ken.[19]
- Puente Cree en Newton Stewart (1812-14)
- Puente Old Wye, Chepstow de hierro fundido (diseño de 1812),[20] rediseñado y construido en 1816 por John Urpeth Rastrick[21]
- Rompeolas de Plymouth (1812-1841) completado por su hijo
- Puente de Southwark (antiguo) de tres arcos de hierro fundido (1814) reemplazado en 1920
- Refugio de la Bahía de Dunleary -más adelante Bahía de Kingstown- y después Bahía de Dún Laoghaire. 1816-1842. Completado por su hijo. Costó 690.717 libras, contra la estimación original de 801.059 libras.
- Puertos de Donaghadee & Portpatrick (1819), con un costo estimado de 145.000 libras[22]
- Diseño del Puente de Leeds en hierro fundido (1820), construido después de su muerte por el ingeniero de obra G. Leather[23]
- Muelles de Dublín, almacén aduanero 'Muelle A'; donde introdujo pararrayos, obras de gas e iluminación de gas (1820)[23]
- Puente de Londres (antiguo), diseñado en 1820, construido después de su muerte por su hijo (1824-31), y que se trasladó a Lake Havasu City en los EE. UU. en 1968
- Edificio principal del Real Observatorio del Cabo de Buena Esperanza, terminado póstumamente en 1828
- Muelle de Blackwall
- Embalse de Ruislip, en el Canal Grand Union
- Deeping Fen, motores de drenaje y bombeo en Pode Hole (incompleto a su muerte)[2]
- Esclusas de Caen Hill en el Canal del Kennet y del Avon, entre Rowde y Devizes en Wiltshire, Inglaterra, que comprende 29 esclusas.